# XChat
XChat — багатоплатформовий IRC‐клієнт. Також іноді пишуть X-Chat або xchat. Перекладений на багато мов, серед котрих є й українська. Існують консольна та GTK версії X-Chat. Підтримується паралельна робота з декількома серверами.

## Закриті коди для Windows
23 серпня 2004 рік, Peter Zelezny заявив, що у зв'язку з трудомістким процесом збору клієнта під Microsoft Windows відповідна версія програми стає shareware з тестовим періодом в 30 днів. Початковий код версії для Windows випущений не був, що викликало звинувачення автора в порушенні прав інших авторів коду, використаного в XChat. Розробник написав, що вважає, що може використовувати сторонній код, автори якого одразу не вказали ліцензію, коли вони його прислали. Він запропонував видалити код незгодних авторів, та переписати такі функції самостійно, випустив їх під GPL у вільній версії програми.
Початковий код для інших платформ та RPM‐пакет для Fedora залишаються вільними, як і сторонні збірки для різних операційних систем, включаючи Windows.